# Trachyphonus darnaudii
Trachyphonus darnaudii là một loài chim trong họ Lybiidae.